# Salah Bouchaour
Salah Bouchaour (în arabă صالح بو الشعور) este o comună din provincia Skikda, Algeria.
Populația comunei este de 29.764 de locuitori (2008).